# 有頂天 (アルバム)
『有頂天』（うちょうてん）は、ポルカドットスティングレイの2枚目のフルアルバム。2019年2月6日、ユニバーサルミュージックより発売。

## 概要
前作『全知全能』から約1年3カ月ぶりに発売された2ndフルアルバム。
パッケージ版は、CDとTシャツがセットになった『あなたもうちょうてんパック』(UMCK-7001)、CDと「負けられない戦い」（2ndミニアルバム「一大事」初回限定盤DVD収録）の続編となる「負けられない戦い2」を収録したDVDがセットになった『もっとまけられないたたかいパック』(UMCK-7002)、CDのみの『通常盤』(UMCK-1624)の3種類で発売。『あなたもうちょうてんパック』と『もっとまけられないたたかいパック』は初回限定盤となっている。また、パッケージ版のみ（配信版には未収録）のボーナストラックとして、1stミニアルバム『大正義』に収録されていた「ミドリ」のアコースティックアレンジバージョン「ミドリ（高校3年生 ver.）」を収録している。
アルバムの表題曲「有頂天」のミュージック・ビデオには、お笑いトリオの東京03が出演している。

## 収録曲

### CD（全形態共通）
- 全作詞／全作曲：雫、全編曲：ポルカドットスティングレイ

| #   | タイトル | 作詞 | 作曲・編曲 |
| --- | --- | ---- | ---------- |
| 1.  | 「ICHIDAIJI」(「わたしに××しなさい！」映画&ドラマ 主題歌) |      |            |
| 2.  | 「DENKOUSEKKA」 |      |            |
| 3.  | 「ドラマ」 |      |            |
| 4.  | 「パンドラボックス」 |      |            |
| 5.  | 「ばけものだらけの街」 |      |            |
| 6.  | 「リスミー」 |      |            |
| 7.  | 「大脱走」 |      |            |
| 8.  | 「ラブコール」 |      |            |
| 9.  | 「7」 |      |            |
| 10. | 「ラディアン」(NHK Eテレアニメ「ラディアン」エンディングテーマ) |      |            |
| 11. | 「ヒミツ」(映画「スマホを落としただけなのに」主題歌) |      |            |
| 12. | 「話半分」 |      |            |
| 13. | 「有頂天」(KBC九州朝日放送「ドォーモ」1月度エンディングテーマ／ABC朝日放送「今ちゃんの実は...」2月度エンディングテーマ／テレビ愛知「a-NN♪」2月度エンディングテーマ) |      |            |
| 14. | 「ミドリ（高校3年生 ver.）」(CD限定ボーナストラック) |      |            |